# Непобедимая принцесса Ши-Ра
Непобедимая Принцесса Ши-Ра (англ. She-Ra: Princess of Power) — американский анимационный телесериал, созданный в 1985 году компанией «Filmation». Мультсериал является спин-оффом серий «Хи-Мен и властелины вселенной» производства «Filmation». Мультсериал снискал популярность не только среди женской аудитории, на которую был рассчитан, но и у мужской. По сравнению с его предшественником, мультсериал «Непобедимая Принцесса Ши-Ра» был создан по игрушечной линии компании Mattel — самой крупной в мире игрушечной компании (игрушку назвали «Принцесса Силы», что было собственно дополнением к линии игрушек «Хи-Мен и властители вселенной»).

## Сюжет
События сериала происходят в Эфирии, где население порабощено империей Зла (Ордой), которую возглавляет Хорд. Злу противостоит группа повстанцев во главе с Анжелой, королевой Яркой Луны. Адора является другом королевы Анжелы и её дочери Глиммер. Лишь немногие знают секрет Адоры: она и есть непобедимая Ши-Ра. При помощи Волшебного меча и нескольких волшебных слов, она превращается в непобедимую воительницу. Вместе со своими друзьями она борется с силами Зла и строит козни Орде.

## Герои

### Повстанцы
- Принцесса Ши-Ра (она же — Адора) — принцесса королевства Вечность, дочь короля Рандера и королевы Марлин, является сестрой-близнецом принца Адама (он же Хи-Мен, подробнее в Хи-Мен и Ши-Ра: Тайна Меча). Была похищена Хордом при его попытке завоевать Вечность. Росла преимущественно в Зоне Страха, не ведая о той жестокости, что творит Орда в Эфирии. Правда об Орде, которую подтолкнул искать её Хи-Мен, пошатнула верность Адоры Орде, но Царица Тьмы заколдовала её. Сообщение Волшебницы Замка Серого черепа вызвавшей её через меч и раскрывшую тайну её происхождения и похищения Ордой, окончательно сломило верность Адоры Орде. В своём сообщении Волшебница раскрыла Адоре правду о Хи-Мене и подсказала, как призвать силу меча. Адора вернулась на родину, примкнула к повстанцам и вскоре стала их лидером, оттеснив Глиммер. В лагере повстанцев Адора выглядит обыкновенной девушкой, которая единственная знает, как связаться с принцессой Ши-Ра. Но на самом деле, при помощи Волшебного меча, она же и превращается в неё. В этой форме она имеет огромную силу, скорость и выносливость, может превращать меч во что угодно, изменяя его свойство по желанию (напр. щит, веревка, подводная маска). Несмотря на то что обе никогда не показывались в одном месте и имеют схожесть характеров, окружающие не замечают сходства Адоры и Ши-Ры. Тайну Адоры в Эфирии знают лишь Мадам Суматоха, Филин, Метла, Столб Света (Лайт Хоуп) и Лу-Ки.
- Дух (Spirit) — говорящий конь Адоры, который при помощи Волшебного меча превращается в супер-коня с крыльями — Быстрокрылого (Swift Wind).
- Стрелок (Bow) — главный повстанец, оснащённый луком и стрелами. В бою со Злом всегда стремится совершить подвиг, из-за чего потом возникают неприятности.
- Кастаспелла (Castaspella) — член Великого Восстания. Является королевой Магического королевства Мистакора. Обладает мощной магией. До вторжения Орды была младшей ученицей волшебника Норвина, вместе с Царицей Тьмы. После вторжения Мистакор был захвачен злой колдуньей Мортеллой, которая превратила Кастаспеллу в старуху и заставила служить ей. Была освобождена Ши-Рой, и примкнула к восстанию.
- Филин (Kowl) — говорящий филин, способный к перелётам на большие расстояния, очень наивный и доверчивый, любит поесть.
- Мадам Суматоха (Madam Razz) — добрая волшебница, помогающая в борьбе Великому Восстанию. Варит зелья, летает на волшебной, говорящей метле. Часто путает или забывает заклинания. При приземлении часто сталкивается с деревьями или прочими препятствиями.
- Метла (Broom) — живая метла мадам Суматохи. Часто напоминает ей то, что она хотела сказать.
- Королева Анжела (Queen Angella) — королева Яркой Луны, последнего королевства, которое завоевала Орда и первого, освобождённого от власти Хорда. До появления Ши-Ры была пленницей у Ханги, королевы гарпий живущих на Когтистой горе. Освобождена Хи-Меном и Ши-Рой в полнометражном фильме Хи-Мен и Ши-Ра: Тайна Меча.
- Глиммер (Glimmer) — Дочь королевы Анжелы и наследная принцесса Яркой Луны, до появления Адоры возглавлявшая силы повстанцев. Обладает магической силой света, однако часто не использует её, когда она ей нужна.
- Пикаблю (Peekablue) — девушка с хвостом как у павлина, способная увидеть что угодно и где угодно.
- Фроста (Frosta) — королева Ледяного королевства, обладает магией льда.
- Столб Света (Light Hope) — хранитель Хрустального замка расположенного на вершине Качающейся горы (самой высокой в Эфирии), знающий всё на свете. Столб Света нередко помогал разрешить ей самые сложные вопросы. В одном из эпизодов (1 сезон 55 серия «Лу-Ки приходит на помощь») он рассказал консилу Лу-Ки тайну Ши-Ры, чтобы он вызвал Хи-Мена из Вечности помочь ей, так как она была заморожена во времени и не могла освободиться.
- Спинирелла (Spinnerella) — уроженка с не захваченной части планеты Эфирия, обладает магией вращения, что позволяет ей создавать торнадо вращаясь. Присоединилась вместе со своей сестрой Нетоссой к повстанцам, когда узнала о жестокости Орды.
- Нетосса (Netossa) — сестра Спинниреллы, ловкая бросательница сетей.
- Морской Ястреб (Sea Hawk) — пират, сын легендарного пирата Сокола, имеющий летающий на солнечных парусах корабль. После встречи с Адорой и Ши-Рой перешёл на сторону восстания. Имеет роман с Адорой.
- Русалка (Mermista) — женщина-русалка из подводного королевства. Способная превращать свой хвост в ноги и обратно.
- Цветочница (Perfuma) — девушка помешанная на цветах. Во время своего пленения довела Хорда до безумия.

### Ордынцы
- Хорд (Хордак, англ. Hordak) — главный антагонист мультсериала, командир Орды. Эгоистичный и самовлюблённый предводитель оккупационных сил Орды на Эфирии. Мечтает завоевать Этернию, а так же стать владыкой всей Ордынской империи.
- Хорд Прайм (Horde Prime рус. дуб. Владыка Орды) — король Орды, который периодически связывается с Хордом, что ему не нравится, так как он его боится. Хорд называет его самым ужасным существом во Вселенной. Существо из дыма с железной рукой. В русском дубляже, в отличие от оригинала, его имя в сериале ни разу упоминается.
- Царица Тьмы (Заклинательница, Ткачиха Теней, англ. Shadow Weawer) — сильная злая колдунья, практически являющаяся правой рукой Хорда. До вторжения Орды вместе с Кастаспеллой обучалась магии у волшебника Норвина. Но она была искушена Ордой, пообещавшей ей великую силу. Для получения этой силы она должна была помочь Орде и поглотить силу магического камня, но вмешавшийся Норвин уничтожил камень, дав ей поглотить только треть его силы. Камень обезобразил её и в этом она начала винить своего учителя. Является заклятым врагом Норвина и Кастаспеллы.
- Катра (Catra) — злая девушка, одна из командиров армии орды, у неё есть маска, надев которую она превращается в свирепого зверя из семейства кошачьих.
- Скорпия (Scorpia) — женщина с хвостом и клешнями как у скорпиона вместо кистей рук.
- Имп (Imp) — бесёнок, подручный Хорда. Может превратиться во что угодно и используется Хордом как шпион. Любит поддакивать Хорду и дразнить других, из-за чего все его ненавидят.
- Мантенна (Mantenna) — четвероногий прислужник Хорда, обладающий большими глазами и ушами. Может использовать свои глаза как оружие. Часто является тем на кого Хорд срывает свою злость после поражений или просто издевается над ним.
- Боров (Гризлар, англ. Grizzlor) — мохнатый подручный Хорда.
- Пиявка (Leech) — один из подручных Хорда. Способен выкачивать жизненную энергию из людей.
- Язык (Tung Lashor) — ящероподобный подручный Хорда, всегда предпочитающий использовать язык вместо рук, что вызывает раздражение у других.
- Энтрапта (Entrapta) — женщина член Орды специализирующаяся на создании ловушек. Может использовать свои волосы вместо рук.
- Октавия (Octavia) — морской капитан Орды, имеет 4 дополнительных щупальца, помимо рук.
- Змеёныш (Rattlor) — человек-рептилия. Имеет «трещотку», как гремучей змеи на хвосте.
- Модулок (Modulok) — изобретатель из Вечности, иногда помогающий Хорду. Имеет три ноги.
- Солдаты (Штурмовики Хорда) — роботы Орды. В отличие от обычных, явно демонстрируют эмоции.